# Нолти, Ник
Ни́колас Кинг Но́лти (англ. Nicholas King Nolte; род. 8 февраля 1941, Омаха, Небраска) — американский актёр, трёхкратный номинант на премию «Оскар» (1992, 1999, 2012), номинант на премию «Эмми» (1977), лауреат премии «Золотой глобус» (1992).
Наиболее примечательные фильмы с участием Ника Нолти — «Сорок восемь часов» (1982), «Нью-йоркские истории» (1989), «Мыс страха» (1991), «Повелитель приливов» (1991), «Масло Лоренцо» (1992), «Тонкая красная линия» (1998), «Халк» (2003), «Отель „Руанда“» (2004), «Париж, я люблю тебя» (2006), «Мирный воин» (2006), «Солдаты неудачи» (2008) «Воин» (2011).

## Биография
Родился 8 февраля 1941 года в Омахе (штат Небраска) в семье Хелен Кинг, владелицы супермаркета, и её мужа Фрэнклина Артура Нолти, бывшего футболиста.
Дед Ника по отцу имел немецкие корни.
Вместе с Ником росла и старшая сестра Нэнси, ставшая впоследствии сотрудником Международного движения Красного Креста и Красного Полумесяца.
Нолти окончил Вестсайдскую среднюю школу в Омахе, где был членом местной футбольной команды. Во время учёбы в колледже Пасадена-Сити, который он окончил в 1965 году, Нолти работал на пивоваренной компании англ. Falstaff Brewing Corporation. Пройдя актёрские курсы в нескольких академиях, Нолти работал в небольших театрах.
Дебют Нолти в большом кино состоялся в 1973 году, с выходом на экраны приключенческого боевика Джеймса Уильяма Гуэрчио «Парни в синей форме», где актёр исполнил эпизодическую роль молодого хиппи. В 1977 году Нолти номинировался на премии «Золотой глобус» и «Эмми» за роль Тома Джордаха в мини-сериале «Богач, бедняк». Роль, прославившая его на весь мир — сержант Джек Кейтс в триллере Уолтера Хилла «Сорок восемь часов» (1982), где его партнёром был Эдди Мёрфи.
Актёр стал обладателем «Золотого глобуса» в 1992 году, за перевоплощение в неудачника Тома Уинго в мелодраме Барбры Стрейзанд «Повелитель приливов». За эту же роль Нолти впервые номинировался на премию «Оскар», но проиграл Энтони Хопкинсу. Позже Нолти ещё два раза выдвигался на «Оскар»: в 1998 году за роль Уэйда Уайтхауса в драме «Скорбь» и в 2012 году за роль Пэдди Конлона в спортивной драме «Воин».

## Личная жизнь
Ник Нолти был женат три раза: на Шэйле Пейдж (1966—1970), на Шэрин Хаддад (1978—1983) и на Ребекке Лингер (1984—1994; есть сын Броули). Кроме того, у Нолти были романтические отношения с актрисами Деброй Уингер и Викки Льюис. 3 октября 2007 года гражданская жена Нолти, Клайти Лэйн, родила ему дочь Софи Лэйн Нолти.
Актёр и его семья проживают в городе Малибу, штат Калифорния.
Долгие годы Нолти страдал алкоголизмом, актёра даже арестовывали за вождение в пьяном виде в 2002 году, на суде факт пребывания за рулём в нетрезвом виде им не оспаривался. В 2008 году Нолти заявил, что полностью избавился от этой пагубной привычки с помощью кришнаитов, с которыми он с тех пор регулярно общается. Нолти нравится участвовать в кришнаитских песнопениях и танцах. Он регулярно устраивает у себя дома кришнаитские богослужения и посещает храмы кришнаитов в Калифорнии. Нолти утверждает, что в 1960-е годы лично встречался с основателем Международного общества сознания Кришны Бхактиведантой Свами Прабхупадой (1896—1977).

## Фильмография
| Год          |    | Русское название                      | Оригинальное название                    | Роль                         |
| ------------ | -- | ------------------------------------- | ---------------------------------------- | ---------------------------- |
| 1973         | с  | Грифф                                 | Griff                                    | Билли Рэндольф               |
| 1973         | с  | Пушка                                 | Cannon                                   | Рон Джонсон                  |
| 1974         | с  | Улицы Сан-Франциско                   | The Streets of San Francisco             | капитан Алан Мелдер          |
| 1974         | с  | Скорая!                               | Emergency!                               | Фред                         |
| 1974         | с  | Тома                                  | Toma                                     | Уолли                        |
| 1974         | тф | Зима убивает                          | Winter Kill                              | Дэйв Майклс                  |
| 1974         | тф | Парень из Калифорнии                  | The California Kid                       | Базз Стэффорд                |
| 1974         | тф | Смертный приговор                     | Death Sentence                           | Джон Хили                    |
| 1974—1975    | с  | Барнаби Джонс                         | Barnaby Jones                            | Марк Рэйни / Пол Бэррингер   |
| 1975         | ф  | Возвращение в округ Мэйсон            | Return to Macon County                   | Бо Холлингер                 |
| 1976         | с  | Богач, бедняк                         | Rich Man, Poor Man                       | Том Йордаше                  |
| 1977         | ф  | Бездна                                | The Deep                                 | Дэвид Сандерс                |
| 1978         | ф  | Кто остановит дождь?                  | Who'll Stop the Rain                     | Рэй Хикс                     |
| 1979         | ф  | Северный Даллас Сорок                 | North Dallas Forty                       | Фил Эллиотт                  |
| 1980         | ф  | Биение сердца                         | Heart Beat                               | Нил Кэссиди                  |
| 1982         | ф  | Каннери Роу                           | Cannery Row                              | Док                          |
| 1982         | ф  | Сорок восемь часов                    | 48 Hrs.                                  | сержант Джек Кейтс           |
| 1983         | ф  | Под огнём                             | Under Fire                               | Рассел Прайс                 |
| 1984         | ф  | Грэйс Куигли                          | Grace Quigley                            | Сеймур Флинт                 |
| 1984         | ф  | Учителя                               | Teachers                                 | Алекс Джурел                 |
| 1986         | ф  | Без гроша в Беверли-Хиллз             | Down and Out in Beverly Hills            | Джерри Баскин                |
| 1987         | ф  | Все меры предосторожности             | Extreme Prejudice                        | Джек Бэнтин                  |
| 1987         | ф  | Сорняки                               | Weeds                                    | Ли Амстеттер                 |
| 1989         | ф  | Три беглеца                           | Three Fugitives                          | Лукас                        |
| 1989         | ф  | Прощание с королём                    | Farewell to the King                     | Лиройд                       |
| 1989         | ф  | Нью-йоркские истории                  | New York Stories                         | Лайонел Доби                 |
| 1990         | ф  | Все в выигрыше                        | Everybody Wins                           | Том О'Тул                    |
| 1990         | ф  | Вопросы и ответы                      | Q & A                                    | капитан Майкл Брэннан        |
| 1990         | ф  | Другие сорок восемь часов             | Another 48 Hrs.                          | Джек Кейтс                   |
| 1991         | ф  | Мыс страха                            | Cape Fear                                | Сэм Боуден                   |
| 1991         | ф  | Повелитель приливов                   | The Prince of Tides                      | Том Уинго                    |
| 1992         | ф  | Масло Лоренцо                         | Lorenzo's Oil                            | Августо Одоне                |
| 1994         | ф  | Я согласен на всё                     | I'll Do Anything                         | Мэтт Хоббс                   |
| 1994         | ф  | Азартная игра                         | Blue Chips                               | Пит Бэлл                     |
| 1994         | ф  | Я люблю неприятности                  | I Love Trouble                           | Питер Брэкетт                |
| 1995         | ф  | Джефферсон в Париже                   | Jefferson in Paris                       | Томас Джефферсон             |
| 1996         | ф  | Скала Малхолланд                      | Mulholland Falls                         | Макс Гувер                   |
| 1996         | ф  | Мать Тьма                             | Mother Night                             | Говард Кэмпбелл              |
| 1997         | ф  | Ночное дежурство                      | Nightwatch                               | инспектор Томас Крэй         |
| 1997         | ф  | На закате                             | Afterglow                                | Лакки Мэнн                   |
| 1997         | ф  | Поворот                               | U Turn                                   | Джейк Маккенна               |
| 1998         | ф  | Скорбь                                | Affliction                               | Уэйд Уайтхаус                |
| 1998         | ф  | Тонкая красная линия                  | The Thin Red Line                        | подполковник Гордон Толл     |
| 1999         | ф  | Завтрак для чемпионов                 | Breakfast of Champions                   | Гарри Ле Сабре               |
| 1999         | ф  | Симпатико                             | Simpatico                                | Винсент Уэбб                 |
| 2000         | ф  | Золотая чаша                          | The Golden Bowl                          | Адам Вервер                  |
| 2000         | ф  | Трикси                                | Trixie                                   | сенатор Драммонд Эвери       |
| 2002         | ф  | Расследуя секс                        | Investigating Sex                        | Фальдо                       |
| 2002         | ф  | Хороший вор                           | The Good Thief                           | Боб Монтагнет                |
| 2003         | ф  | Халк                                  | Hulk                                     | Дэвид Бэннер / Поглотитель   |
| 2004         | ф  | Прекрасная страна                     | The Beautiful Country                    | Стив                         |
| 2004         | ф  | Очищение                              | Clean                                    | Альбрехт Хаузер              |
| 2004         | ф  | Отель «Руанда»                        | Hotel Rwanda                             | полковник Оливер             |
| 2005         | ф  | Неудачник                             | Neverwas                                 | Т. Л. Пирсон                 |
| 2006         | мф | Лесная братва                         | Over the Hedge                           | Винсент; озвучивание         |
| 2006         | ф  | Париж, я люблю тебя                   | Paris, je t'aime                         | Винсент                      |
| 2006         | ф  | Мирный воин                           | Peaceful Warrior                         | Сократ                       |
| 2006         | ф  | Несколько дней в сентябре             | Quelques jours en septembre              | Эллиотт                      |
| 2008         | ф  | Тайны Питтсбурга                      | The Mysteries of Pittsburgh              | Джо Бехштейн                 |
| 2008         | ф  | Спайдервик: Хроники                   | The Spiderwick Chronicles                | Мулгарат                     |
| 2008         | ф  | Солдаты неудачи                       | Tropic Thunder                           | Джон «Четырёхлистник» Тэйбэк |
| 2010         | ф  | Моя любовная песня                    | My Own Love Song                         | Колдуэлл                     |
| 2010         | ф  | Кошки против собак: Месть Китти Галор | Cats & Dogs: The Revenge of Kitty Galore | Бутч; озвучивание            |
| 2010         | ф  | Затерянная Аркадия                    | Arcadia lost                             | Бенерджи                     |
| 2011         | ф  | Артур. Идеальный миллионер            | Arthur                                   | Бёрт Джонсон                 |
| 2011         | ф  | Мой парень из зоопарка                | Zookeeper                                | горилла Берни; озвучивание   |
| 2011         | ф  | Воин                                  | Warrior                                  | Пэдди Конлон                 |
| 2011—2012    | с  | Удача                                 | Luck                                     | Уолтер Смит / Старик         |
| 2013         | ф  | Охотники на гангстеров                | The Gangster Squad                       | Билл Паркер                  |
| 2013         | ф  | Новая попытка Кейт Макколл            | The Trials of Cate McCall                | Бриджес                      |
| 2013         | ф  | Паркер                                | Parker                                   | Хёрли                        |
| 2014         | ф  | Ной                                   | Noah                                     | Самиаза; озвучивание         |
| 2015         | ф  | Ночной беглец                         | Run All Night                            | Эдди Конлон                  |
| 2015         | ф  | Прогулка по лесам                     | A Walk in the Woods                      | Стивен Кац                   |
| 2015         | ф  | Нелепая шестёрка                      | The Ridiculous 6                         | Фрэнк Стокберн               |
| 2015         | ф  | Вернуть отправителю                   | Return to Sender                         | Митчелл Уэллс                |
| 2018         | ф  | Падре                                 | The Padre                                | Nemes                        |
| 2019         | с  | Мандалорец                            | The Mandalorian                          | Куиил                        |
| 2019         | ф  | Падение Ангела                        | Angel Has Fallen                         | Клэй Бэннинг, отец Майка     |
| 2020 — н. в. | с  | Потерянный рай                        | Paradise Lost                            | Джад Форсайт                 |
| 2020         | ф  | Последние слова                       | Last Words                               | Шекспир                      |
| 2022         | ф  | Помутнение                            | Blackout                                 | Итан МакКой                  |
| 2023 — н. в. | с  | Покерфейс                             | Poker Face                               | Артур                        |

## Награды и номинации
- 2012 — номинация на премию «Оскар» за исполнение второстепенной роли в фильме «Воин»
- 2012 — номинация на премию «Выбор критиков» за исполнение второстепенной роли в фильме «Воин»
- 2012 — номинация на премию Гильдии киноактёров США за исполнение второстепенной роли в фильме «Воин»
- 2011 — номинация на премию «Спутник» за исполнение второстепенной роли в фильме «Воин»
- 1999 — номинация на премию «Оскар» за исполнение главной мужской роли в фильме «Скорбь»
- 1999 — номинация на премию «Золотой глобус» за исполнение главной мужской драматической роли в фильме «Скорбь»
- 1999 — номинация на премию «Независимый дух» за исполнение главной мужской роли в фильме «Скорбь»
- 1999 — номинация на премию «Спутник» за исполнение главной мужской драматической роли в фильме «Скорбь»
- 1999 — номинация на премию Гильдии киноактёров США за исполнение главной мужской роли в фильме «Скорбь»
- 1992 — премия «Золотой глобус» за исполнение главной мужской драматической роли в фильме «Повелитель приливов»
- 1992 — номинация на премию «Оскар» за исполнение главной мужской роли в фильме «Повелитель приливов»
- 1988 — номинация на премию «Золотой глобус» за исполнение главной мужской драматической роли в фильме «Сорняки»
- 1977 — номинация на премию «Золотой глобус» за исполнение главной мужской драматической роли в мини-сериале «Богач, бедняк»
- 1976 — номинация на премию «Эмми» за исполнение главной мужской роли в мини-сериале «Богач, бедняк»